# Geoffrey de Neufmarché
Geoffrey de Neufmarché (apodado el incompetente, c. 1025-1100) fue un noble normando, señor de Neufmarché. Era hijo de Turquetil de Neufmarché (un hijo de Turold de Pont-Audemer) y Adelina de Montfort (hija de Thurstan de Bastembourg).
En 1035, el duque Roberto I de Normandía murió y fue sucedido por Guillermo el Bastardo, por entonces de ocho años de edad. Normandía entró en un período de guerra civil. En 1053 Guillermo de Talou logró aunar a todos los nobles de la Alta Normandía contra el joven heredero Guillermo. Ricardo de Hugleville fue el único que permaneció leal a la bandera del duque Guillermo. Guardó y defendió su castillo de Saint Aubins contra los insurgentes. En esta acción lo apoyó su yerno, Geoffrey, hijo de Turketil de Neufmarché. Turketil había actuado como tutor del joven duque y fue asesinado mientras ejercía este cargo, tal vez en el mismo complot que acabó con la vida de Osbern de Crépon. La rebelión fue sofocada y la familia de Auffay alcanzó una alta estima del duque Guillermo por su lealtad. Geoffrey continuó al servicio del duque, pero con menos éxito que su suegro. Era el heredero legítimo de la fortaleza de Le Neuf-Marche-en-Lions, de Turketil, en los límites de Beauvais. Fue incapaz de frenar las incursiones y embestidas de sus vecinos franceses en la región y por esta razón perdió la confianza del duque Guillermo. Finalmente cayó en desgracia en 1060 y desposeído de su fortaleza por alguna razón trivial.

## Herencia
Se casó en primeras nupcias con una hija de Ricardo III de Normandía sin descendencia conocida. En segundas nupcias esposó con Ada Saint Valery de Heugleville (c. 1030-1114), hija de Ricardo de Hugleville, y tuvo dos hijos:
- Bernard de Neufmarché;[4]
- Dreux de Neufmarché, quien abandonó el servicio de armas para entrar en la abadía de Saint-Évroult como monje.[5]

No parece que ninguno de los hijos compartieran la desgracia de su padre, pues sus deberes consistían en permanecer en la corte ducal. Bernard al servicio del duque Guillermo y Dreux intentando obtener concesiones y beneficios para la abadía.